# Euphasma bicorne
Euphasma bicorne är en insektsart som beskrevs av Ludwig Redtenbacher 1906. Euphasma bicorne ingår i släktet Euphasma och familjen Pseudophasmatidae. Inga underarter finns listade i Catalogue of Life.